# Harry Schulting
Hermanus Ricardus Johannes « Harry » Schulting  (né le 11 février 1956 à Haarlem) est un athlète néerlandais, spécialiste du 400 mètres haies.

## Biographie
En 1979 il remporte les Universiades de Mexico dans le temps de 48 s 44, un record national qui ne sera battu qu'en 2023.

### Palmarès
| Date | Compétition                | Lieu     | Résultat | Épreuve     | Performance   |
| ---- | -------------------------- | -------- | -------- | ----------- | ------------- |
| 1978 | Championnats d'Europe      | Prague   | 5e       | 400 m haies | 50 s 07       |
| 1979 | Coupe du monde des nations | Montréal | 2e       | 4 x 400 m   | 3 min 00 s 80 |
| 1979 | Universiade                | Mexico   | 1er      | 400 m haies | 48 s 44       |
| 1979 | Universiade                | Mexico   | 2e       | 4 x 400 m   | 3 min 03 s 18 |
| 1981 | Coupe du monde des nations | Montréal | 3e       | 400 m haies | 49 s 69       |

### Records
| Épreuve          | Performance | Lieu   | Date              |
| ---------------- | ----------- | ------ | ----------------- |
| 400 mètres haies | 48 s 44     | Mexico | 12 septembre 1979 |